# Kebonbimo
Kebonbimo is een bestuurslaag in het regentschap Boyolali van de provincie Midden-Java, Indonesië. Kebonbimo telt 2759 inwoners (volkstelling 2010).